# Madre di Grendel

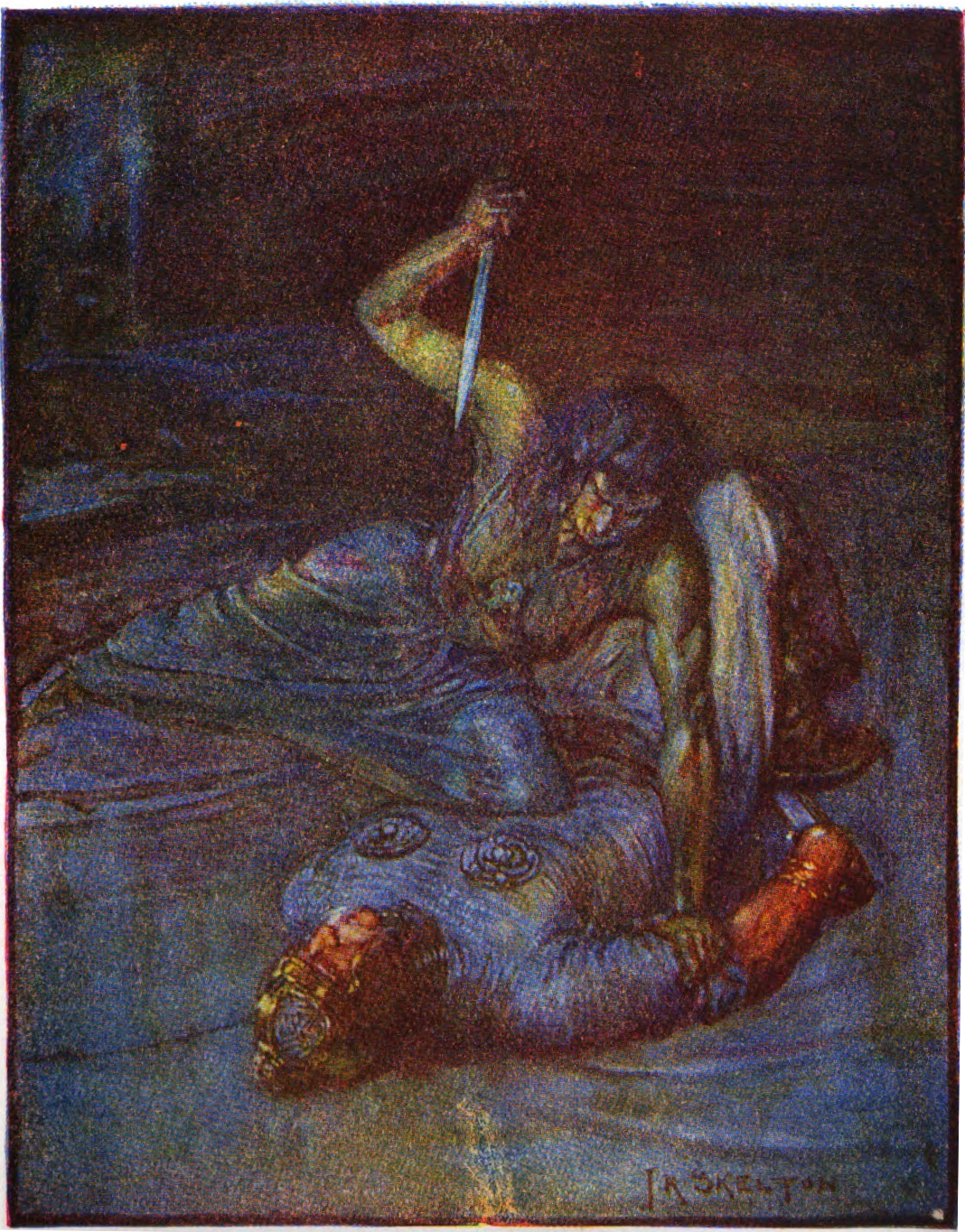
La madre di Grendel assale Beowulf, illustrazione del 1908.

La madre di Grendel (in antico inglese Grendles modor) è una dei tre antagonisti (insieme a Grendel e al drago) nel poema epico anglosassone anonimo Beowulf (700-1000 d.C.). Non le viene mai dato un nome all'interno del testo.
La natura della madre di Grendel è stato oggetto di discussioni e dibattiti fra gli studiosi del Medioevo. Ciò è dovuto all'ambiguità di certe parole dell'antico inglese che compaiono nel Cotton Vitellius (il manoscritto originale del Beowulf). Queste parole, in particolare "ides, aglæcwif" (1258a-1259b), sembrano poter essere messe in relazione sia con la madre di Grendel che con il luogo in cui vive (un lago). Alcune hanno un significato specifico nel contesto della mitologia germanica.

## La vicenda
Come scritto nei versi 106-114 e 1260-1267 del Beowulf, Grendel e sua madre discendevano da Caino. Dopo che Grendel fu ucciso e sua madre ebbe attaccato Heorot per vendicarsi, Beowulf si avventurò nella sua casa sul lago. Quando la madre di Grendel avvertì la sua presenza, lo attaccò subito e lo trascinò in casa sua; poi combatterono accanitamente. La madre di Grendel aveva quasi sconfitto Beowulf, quando questi vide una spada nel laghetto. Egli usò la spada dapprima per uccidere la madre di Grendel e poi per decapitare il cadavere di Grendel. Beowulf poi ritornò dai suoi uomini alla "nona ora" (verso 1600, "nōn", cioè circa le tre del pomeriggio).

## Funzione nel poema
Alcuni studiosi hanno discusso sul fatto che i personaggi femminili del Beowulf ricoprono certi ruoli stabiliti come padrone di casa (Wealhþeow e Hygd) e paciere (Freawaru e Hildeburh). La madre di Grendel e Modthryth (prima del suo matrimonio con Offa), che si oppongono a questi ruoli, rappresentano le "donne-mostri". In questo contesto, Jane Chance Nitzsche (docente d'inglese all'Università Rice) discusse sulla somiglianza tra l'affiancare Wealhþeow alla madre di Grendel e l'affiancare Maria ad Eva.
Nitzsche ipotizzò che ci fossero due interpretazioni del poema: una che suggerisce una struttura bipartita (cioè il poema è diviso tra la battaglia di Beowulf con Grendel e quella col drago), e l'altra che ne suggerisce una tripartita (cioè la battaglia di Beowulf con la madre di Grendel è separata da quella con Grendel). Chance disse che "la visione bipartita è generalmente prevalsa poiché fu accettata da J. R. R. Tolkien nel suo Beowulf: The Monsters and the Critics (Il medioevo e il fantastico, 1936)."

## Discussioni sulla natura della madre di Grendel
Qui è presentato il dibattito tra gli studiosi del Medioevo sull'ambiguità di alcune parole dell'antico inglese messe in relazione con la madre di Grendel o con la sua casa (il lago) che compaiono nel Cotton Vitellius. Poiché questi termini sono ambigui, gli studiosi discordano sulla sua natura e sul suo aspetto. Infatti, poiché il suo esatto aspetto non è mai descritto direttamente nel Beowulf, parte del dibattito gira intorno a ciò che è noto, come la sua discendenza da Caino (il primo omicida nelle religioni abramitiche). Per alcuni studiosi, questa discendenza collega lei e Grendel ai mostri e ai giganti della Tradizione di Caino. Altri dicono che la mancanza di descrizioni relegano la madre di Grendel ad un ruolo marginale.
Questa mancanza di consenso ha portato alla produzione di alcuni testi da parte degli studiosi negli ultimi decenni. Un punto importante di questi libri e articoli è l'esistenza di numerose, e talvolta opposte, traduzioni delle parole antico-inglesi: 1258b: ...Grendles modor / 1259a: ides, aglæcwif...

### La spregevole, o un mostro di donna (Klaeber e Gillam)
Fino agli anni settanta, tutti gli studi sulla madre di Grendel e le traduzioni della frase "aglæc-wif" erano influenzate dal famoso studioso del Beowulf Frederick Klaeber e dalla sua traduzione Beowulf e la Battaglia di Finnsburg. Questa edizione è stata considerata uno standard nello studio del Beowulf fin dalla sua prima pubblicazione nel 1922. Secondo il glossario di Klaeber, aglæc-wif andava tradotto come "la spregevole, o un mostro di donna". Il glossario di Klaeber traduceva anche aglæca/æglæca come "mostro, demone, essere malvagio" in riferimento a Grendel o alla madre di Grendel. D'altra parte aglæca/æglæca è tradotto da Klaeber con "guerriero, eroe" in riferimento a Beowulf.
Klaeber ha influenzato molti traduttori del Beowulf. Traduzioni del verso 1259a degne di nota che seguono le idee di Klaeber sono: "Mostruosa sposa dell'inferno" (Heaney), "Donna-mostro" (Chickering), "Donna, moglie-mostro" (Donaldson), "Orribile troll femmina" (Trask) e "Mostruosa megera" (Kennedy).
Il lavoro di Doreen M. E. Gillam, "L'uso del termine Æglæca nel Beowulf ai Versi 893 e 2592", discute della doppia traduzione di Klaeber del termine aglæca/æglæca per Beowulf e Sigmund da una parte e per Grendel e sua madre dall'altra. Dice che aglæca/æglæca è usato in opere oltre al Beowulf per indicare "modi d'essere diabolico e umano". Più tardi dice anche che questo termine è utilizzato per indicare caratteristiche "soprannaturali, innaturali o comunque inumane", come anche l'ostilità verso ogni altra creatura. Gillam poi suggerisce: "Beowulf, il campione degli uomini contro i mostri, è anche lui inumano. [Aglæca/æglæca] riassume, in una parola, la natura eccezionale del combattimento col drago. Beowulf, il campione del Bene, il 'mostro' tra gli uomini, sfida la tradizionale incarnazione del Male, il Drago: æglæca incontra æglæcan."

### Signora guerriera (Kuhn, Stanley, Alfano e Heaney)
Nel 1979, gli studiosi del Beowulf Kuhn e Stanley si mostrarono in disaccordo con la versione di Klaeber sulla madre di Grendel. Sherman Kuhn (docente d'inglese all'Università del Michigan ed editore del Dizionario di Medio Inglese) contestò le traduzioni di Klaeber di aglæc-wif e di aglæca/æglæca in riferimento a Grendel e alla madre di Grendel:
(S. Kuhn)
Egli continuò la disputa dicendo: "Suggerisco quindi che si traduca aglæca con 'combattente, valente guerriero, avversario pericoloso, persona che combatte fieramente'". In una nota a piè di pagina a questa frase, Kuhn aggiunse: "Se ci fosse un chiaro esempio di un áglæca inteso come mostro non bellicoso, demone pacifico o qualcosa del genere, questa definizione cadrebbe". Kuhn suggerì più tardi che: "La madre di Grendel era una aglæc-wif, una 'signora guerriera'. [...] Non ci sono più ragioni di introdurre l'idea di mostruosità e miseria di quante ce ne siano al verso 1519 dov'è chiamata merewif, 'donna acquatica' o 'donna dello stagno'.
E. G. Stanley (docente di antico inglese all'Università di Oxford) si aggiunse il dibattito criticando Klaeber e Gillam:
(E. G. Stanley)
Queste tesi sono state supportate da Christine Alfano (Stanford University), che ha messo in dubbio le traduzioni standard riguardo alla madre di Grendel nel suo articolo del 1992, "Il Problema della Mostruosità Femminile: Una Rivalutazione della Madre di Grendel". La Alfano disse: "Ho rilevato una notevole disparità tra la madre di Grendel originariamente creata dal poeta del Beowulf e quella che si trova nelle odierne traduzioni dell'opera. Invece di essere quella che Sherman Kuhn chiama una 'signora guerriera', la madre di Grendel moderna è un mostro. Questa definizione influenza tutte le aree di studio del Beowulf, anche se questa sua caratterizzazione nell'opera originale in antico inglese è poco marcata.
Seamus Heaney, nella sua traduzione del Beowulf, paragona la madre di Grendel ad una guerriera amazzone al verso 1283 (swá bið mægþa cræft).

#### Aspetto
Inoltre, Alfano mette in discussione il fatto che il poeta del Beowulf non descrive mai esplicitamente come appaia la madre di Grendel ed esamina una serie di diverse traduzioni sul suo ambiguo aspetto. Riguardo alle mani della madre di Grendel, Alfano dice: "Dove una traduzione letterale di atolan clommum (verso 1502) suggerirebbe un 'terribile presa/stretta', la frase può invece diventare 'terribili unghie' [...] allo stesso modo, lapan fingrum (verso 1505), letteralmente 'dita ostili', può diventare 'unghie ostili', e grimman grapum (verso 1542), 'stretta feroce', può essere reso come 'unghie feroci/affilate'". Alfano contesta anche la scelta di alcuni traduttori di rendere modor con un significato più animalesco invece di un semplice 'madre': "La semplice sostituzione della parola 'dam' con 'mother' nella traduzione di modor (verso 1538) diminuirebbe sensibilmente la sua non-umanità".

#### Signora o eroina (Temple, Taylor e Kiernan)
Alcuni studiosi hanno continuato a propugnare la traduzione di Stanley di ides con "signora" parlando della madre di Grendel; i più degni di nota sono Temple ("La Signora, Madre di Grendel", 1986) e Taylor (che suggerì in un suo studio del 1994 che il termine ides indicasse che "la madre di Grendel era una donna d'alto rango"). Kevin Kiernan (docente all'Università del Kentucky) seguì l'interpretazione di mostruosità di Klaeber nel suo articolo del 1984 "L'Eroica Madre di Grendel", ma al tempo stesso dice che uno studioso potrebbe "trovare ampie prove a difesa dell'eroicità della madre di Grendel". Più avanti dice: "La madre di Grendel aderisce all'etica eroica della faida di sangue, che è la grande differenza tra l'insensata faida di Grendel contro il rumore di Heorot e quella motivata di sua madre che esigeva un riscatto per la morte del figlio: in termini eroici, la sua vendetta per la morte del parente Grendel".

### Ides/Dis (Paganesimo germanico)
L'antico inglese ides, l'alto tedesco antico itis e il norreno dís sono parenti che significano tutti "signora". Il nome idisi compare come il nome delle valchirie nell'unica fonte pagana sopravvissuta in alto tedesco antico, gli Incantesimi di Merseburg. Più in generale, nella mitologia norrena, le Dísir ("signore") erano dee che potevano essere sia amiche che nemiche verso i mortali.
Di conseguenza, molti hanno fatto notare che dís è probabilmente il termine originale per valchiria ("colei che sceglie l'ucciso"), che a sua volta diverrebbe un kenning per dís.
Alcuni studiosi hanno suggerito che la madre di Grendel potrebbe essere associata alle valchirie norrene e alla dea Gefion che potrebbe essere a sua volta legata a Frigg e Freia. Freia, figlia del dio del mare Njörðr, era sia la dea della fertilità che la dea di guerre, battaglie, morte, seiðr e profezie, ed è talvolta associata alle valchirie e alle dísir.

#### Valchiria (Chadwick e Damico)

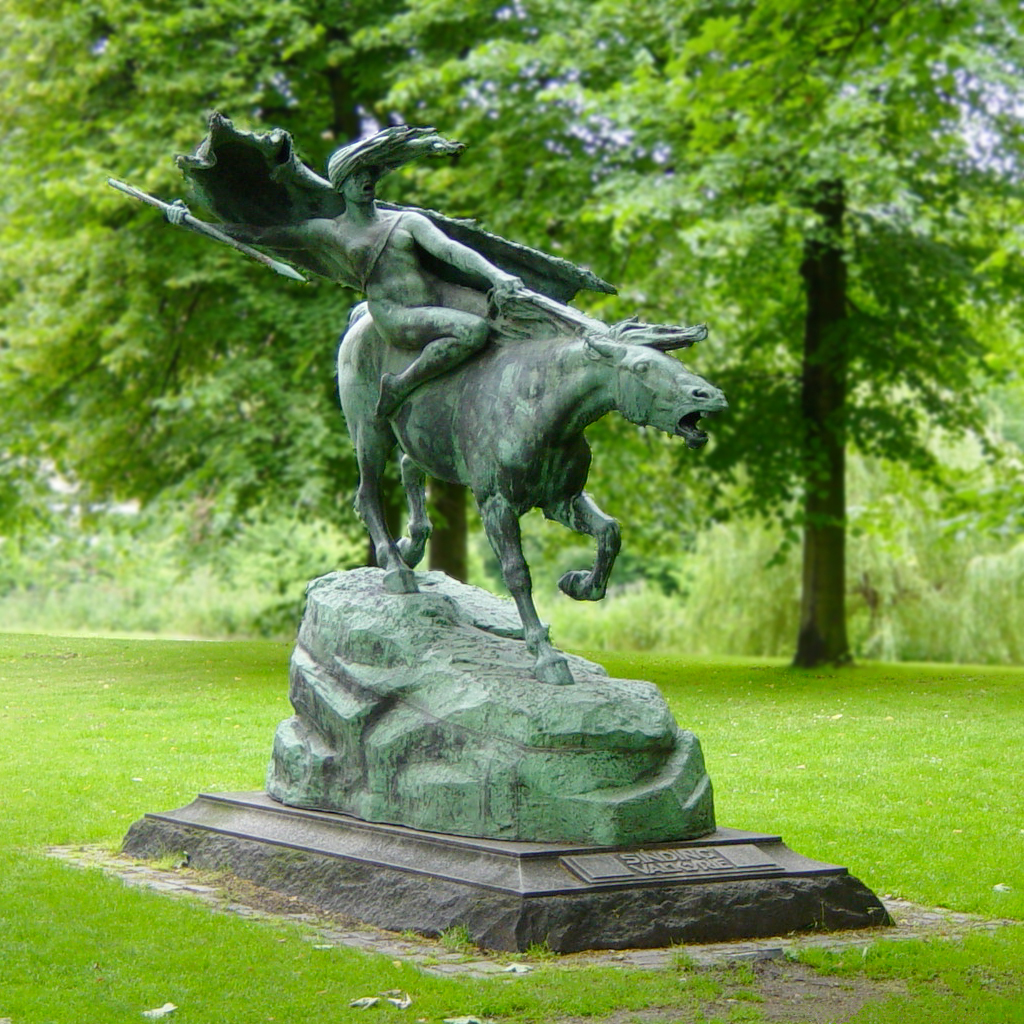
Scultura di una valchiria su un cavallo, di Stephan Sinding (1908)

Seguendo la connessione tra ides e dís, Nora Kershaw Chadwick prima (1959) e Helen Damico (docente all'Università del Nuovo Messico) dopo (in due lavori, 1980-1984) ipotizzarono che la madre di Grendel potesse essere derivata dal mito delle valchirie. Nell'opera del 1980, "Il Riflesso delle Valchirie nella Letteratura Antico-Inglese", Damico dice:
(Helen Damico)
Damico più tardi dice nel suo lavoro La Wealhþeow del "Beowulf" e la Tradizione delle Valchirie che Wealhþeow e la madre di Grendel rappresentano diversi aspetti delle valchirie.

#### Gefion (Battaglia)

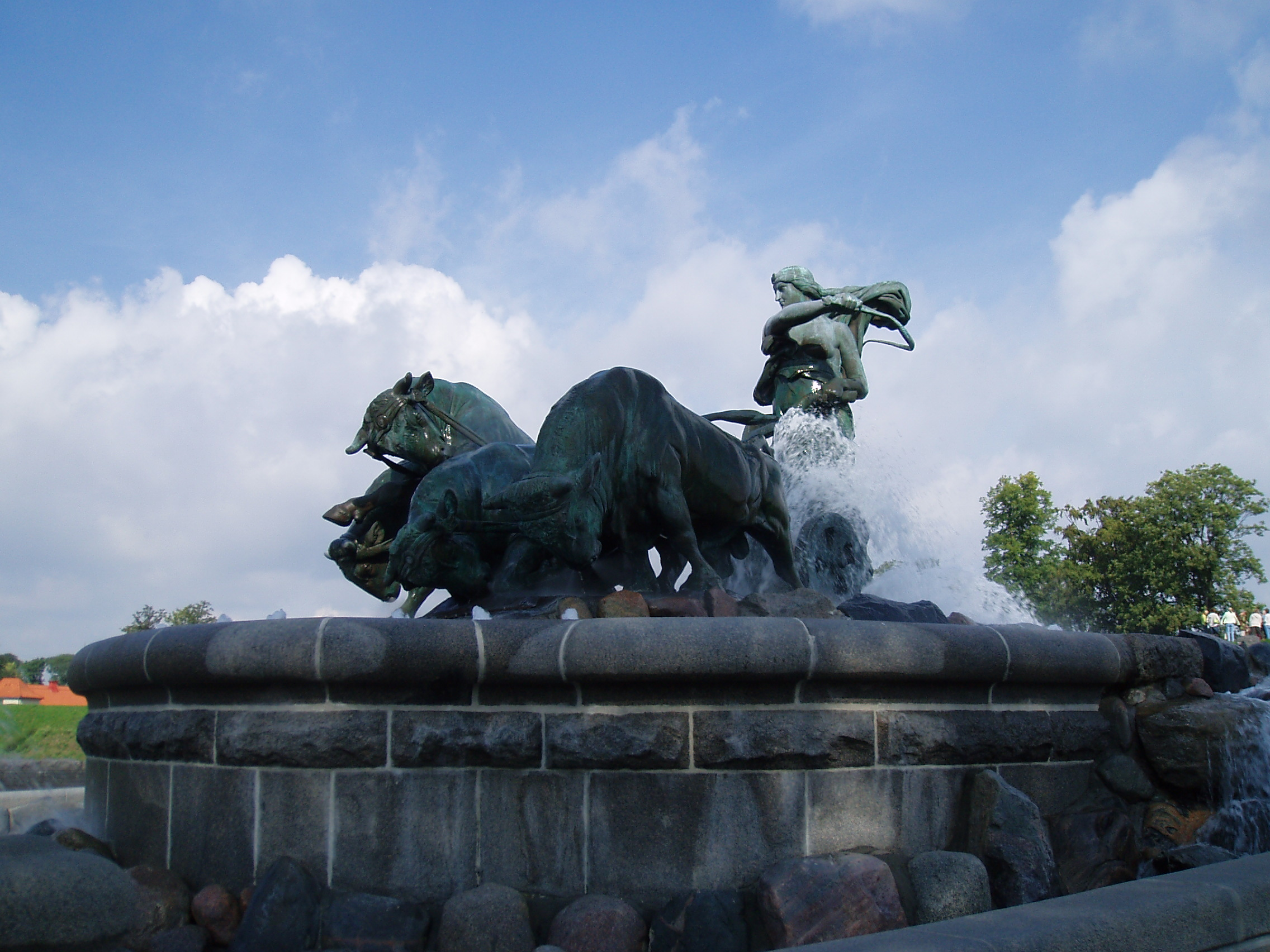
La fontana di Gefion a Copenaghen (Danimarca), di Anders Bundgård (1908).

Nel suo articolo del 1991 "La Dea Germanica della Terra nel Beowulf", Frank Battaglia (docente all'Università della Città di New York) sostiene la presenza nel poema della dea proto-germanica Gefion che dice essere una variante di Nerthus e Freia. Egli non parla delle valchirie in questo contesto, ma specifica la sua posizione paragonando ides e dís e notando che le dísir erano "spiriti guardiani femminili" con il "potere di scegliere chi sarebbe morto. Per questa abilità esse erano temute".

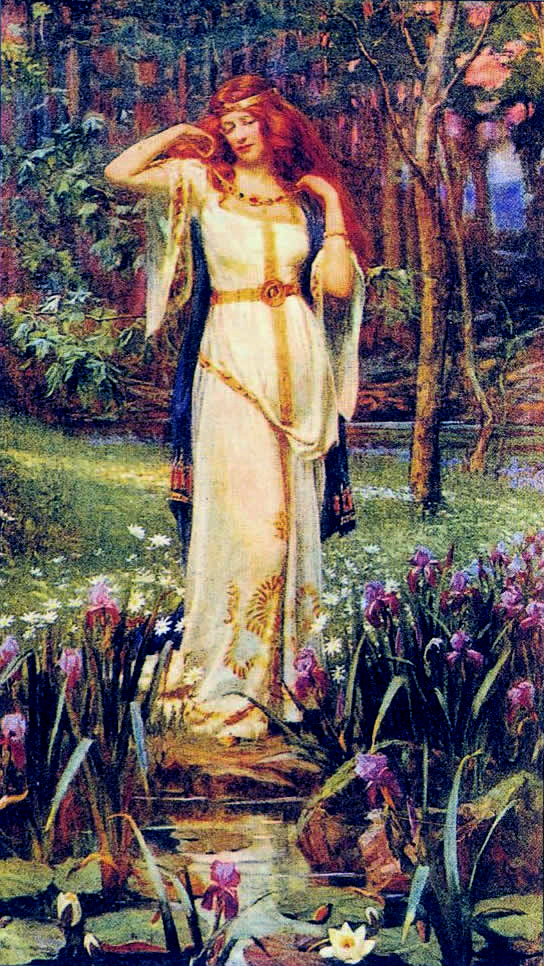
Freia, dipinta da J. Penrose.

Nota anche che "nella poesia scaldica dís significa dea [...] Freyja stessa è chiamata Vanadis, cioè dís dei Vanir, le divinità ctonie scandinave della fertilità".
Battaglia ipotizza che la madre di Grendel potesse essere stata la dea Gefion, a causa di cinque apparizioni della parola nel poema, ai versi: 49 (géafon on gársecg - "Gefion sulle onde"), 362 (ofer geofenes begang - "sul reame di Gefion"), 515 (geofon ýþum - "Gefion emersa nelle onde"), 1394 (né on gyfenes grund - "territorio di Gefion") e 1690 (gifen géotende - "Gefion che emerse"). Inoltre dice: "Nella poesia anglosassone geofon, parola che significa "oceano", è usata, come notato da Jakob Grimm, in relazione a Gefion, dea della Terra presso i Danesi... viene mostrato il potere di dividere terra e mare nelle rappresentazioni di Gefion nella letteratura norrena".

### Dizionario di antico inglese (Jack, Mitchell e Menzer)
Il Dizionario di antico inglese dell'Università di Toronto si aggiornò così nel 1994:
- āglāc-wíf (nome) è tradotto guerriera, donna terrificante;
- āglæca (aggettivo) è tradotto formidabile, terrificante;
- āglæca (nome) è tradotto avversario temibile, feroce combattente.

Gli aggiornamenti del 1994 furono adottati da George Jack (Università di St. Andrews) nel suo glossario del Beowulf del 1997 e da Bruce Mitchell (Università di Oxford) nel suo glossario del Beowulf del 1998.
Melinda Menzer (Furman University) criticò sia le nuove traduzioni del Dizionario sia le traduzioni influenzate da Klaeber in un articolo del 1996 in cui scrisse che determinare il vero significato di aglæca è problematico: "dalle norme semantiche che regolano i composti con -wif [...] deduciamo che la parola non si riferisce semplicemente all'equivalente femminile di un aglæca maschile o neutro ('guerriera', 'mostro femmina'); aglæcwif denota una donna, una femmina umana, che è anche aglæca [...] Infatti wif da solo significa sempre 'donna' piuttosto che 'essere femminile'".

## Film
La madre di Grendel è comparsa in molte differenti rappresentazioni (film, letteratura, fumetti).
Angelina Jolie ha interpretato la madre di Grendel nel film del 2007 di Robert Zemeckis, La Leggenda di Beowulf. Alcuni professori e studiosi hanno notato che la sua interpretazione si distaccava dal poema originale, mostrando la madre di Grendel come una "seduttrice" che seduce Hroðgar (padre di Grendel) e Beowulf (padre del drago); inoltre è stata eliminata dal film la parte relativa alla battaglia tra lei e Beowulf, nella quale (secondo il poema) la madre di Grendel muore.
Secondo un comunicato stampa della Southern Methodist University, il Direttore di Studi Medievali alla SMU Bonnie Wheeler è "convinta che la versione cinematografica di Zemeckis sacrifichi la forza dell'originale per una trama che spinge Beowulf ad essere sedotto da Angelina Jolie, la madre del mostro che ha appena ucciso. 'Chi resisterebbe ad Angelina Jolie?' chiede la Wheeler. 'È una grande mutilazione di un grande poema.' [...] 'Per me, la cosa triste è che il film torna ad una visione orripilante della donna, la mostruosa femmina che uccide il maschio' dice la Wheeler. 'Mi sembra che si possa fare di meglio oggi. E la storia del Beowulf è molto più coinvolgente'".